# الدحابشة (بني سعد)

تعديل مصدري - تعديل

الدحابشة هي إحدى قرى عزلة الوحاوح بمديرية بني سعد التابعة لمحافظة المحويت، بلغ تعداد سكانها 333 نسمة حسب تعداد اليمن لعام 2004.